# インヴィンシブル・シールド
『インヴィンシブル・シールド』（原題：Invincible Shield)は、ジューダス・プリーストが2024年に発表したスタジオ・アルバムである。

## 概要
前作『ファイアーパワー』から約6年振りに発表された作品で、引き続きアンディ・スニープがプロデュースを務めている。

## 収録曲
| 全作詞・作曲: グレン・ティプトン、ロブ・ハルフォード、リッチー・フォークナー。 |                                                                   |                                                                    |                                                                    |      |
| #                                                                              | タイトル                                                          | 作詞                                                               | 作曲・編曲                                                         | 時間 |
| 1.                                                                             | 「パニック・アタック - Panic Attack」                             | グレン・ティプトン 、 ロブ・ハルフォード 、 リッチー・フォークナー | グレン・ティプトン 、 ロブ・ハルフォード 、 リッチー・フォークナー | 5:25 |
| 2.                                                                             | 「ザ・サーペント・アンド・ザ・キング - The Serpent and the King」 | グレン・ティプトン 、 ロブ・ハルフォード 、 リッチー・フォークナー | グレン・ティプトン 、 ロブ・ハルフォード 、 リッチー・フォークナー | 4:19 |
| 3.                                                                             | 「インヴィンシブル・シールド - Invincible Shield」                | グレン・ティプトン 、 ロブ・ハルフォード 、 リッチー・フォークナー | グレン・ティプトン 、 ロブ・ハルフォード 、 リッチー・フォークナー | 6:21 |
| 4.                                                                             | 「デヴィル・イン・ディスガイズ - Devil in Disguise」              | グレン・ティプトン 、 ロブ・ハルフォード 、 リッチー・フォークナー | グレン・ティプトン 、 ロブ・ハルフォード 、 リッチー・フォークナー | 4:46 |
| 5.                                                                             | 「ゲイツ・オブ・ヘル - Gates of Hell」                            | グレン・ティプトン 、 ロブ・ハルフォード 、 リッチー・フォークナー | グレン・ティプトン 、 ロブ・ハルフォード 、 リッチー・フォークナー | 4:38 |
| 6.                                                                             | 「クラウン・オブ・ホーンズ - Crown of Horns」                     | グレン・ティプトン 、 ロブ・ハルフォード 、 リッチー・フォークナー | グレン・ティプトン 、 ロブ・ハルフォード 、 リッチー・フォークナー | 5:45 |
| 7.                                                                             | 「アズ・ゴッド・イズ・マイ・ウィットネス - As God Is My Witness」 | グレン・ティプトン 、 ロブ・ハルフォード 、 リッチー・フォークナー | グレン・ティプトン 、 ロブ・ハルフォード 、 リッチー・フォークナー | 4:36 |
| 8.                                                                             | 「トライアル・バイ・ファイアー - Trial by Fire」                  | グレン・ティプトン 、 ロブ・ハルフォード 、 リッチー・フォークナー | グレン・ティプトン 、 ロブ・ハルフォード 、 リッチー・フォークナー | 4:21 |
| 9.                                                                             | 「エスケイプ・フロム・リアリティ - Escape from Reality」          | グレン・ティプトン 、 ロブ・ハルフォード 、 リッチー・フォークナー | グレン・ティプトン 、 ロブ・ハルフォード 、 リッチー・フォークナー | 4:24 |
| 10.                                                                            | 「サンズ・オブ・サンダー - Sons of Thunder」                      | グレン・ティプトン 、 ロブ・ハルフォード 、 リッチー・フォークナー | グレン・ティプトン 、 ロブ・ハルフォード 、 リッチー・フォークナー | 2:58 |
| 11.                                                                            | 「ジャイアンツ・イン・ザ・スカイ - Giants in the Sky」            | グレン・ティプトン 、 ロブ・ハルフォード 、 リッチー・フォークナー | グレン・ティプトン 、 ロブ・ハルフォード 、 リッチー・フォークナー | 5:03 |
| 合計時間:                                                                      | 合計時間:                                                         | 52:36                                                              |                                                                    |      |

| 全作詞・作曲: グレン・ティプトン、ロブ・ハルフォード、リッチー・フォークナー（「ザ・ロジャー」のみ作詞作曲：ボブ・ハリガン・Jr）。 |                                                       | | |      |
| # | タイトル                                              | 作詞 | 作曲・編曲 | 時間 |
| 12. | 「ファイト・オブ・ユア・ライフ - Fight of Your Life」 | グレン・ティプトン 、 ロブ・ハルフォード 、 リッチー・フォークナー （「ザ・ロジャー」のみ作詞作曲：ボブ・ハリガン・Jr） | グレン・ティプトン 、 ロブ・ハルフォード 、 リッチー・フォークナー （「ザ・ロジャー」のみ作詞作曲：ボブ・ハリガン・Jr） | 4:19 |
| 13. | 「ヴィシャス・サークル - Vicious Circle」             | グレン・ティプトン 、 ロブ・ハルフォード 、 リッチー・フォークナー （「ザ・ロジャー」のみ作詞作曲：ボブ・ハリガン・Jr） | グレン・ティプトン 、 ロブ・ハルフォード 、 リッチー・フォークナー （「ザ・ロジャー」のみ作詞作曲：ボブ・ハリガン・Jr） | 3:01 |
| 14. | 「ザ・ロジャー - The Lodger」                         | グレン・ティプトン 、 ロブ・ハルフォード 、 リッチー・フォークナー （「ザ・ロジャー」のみ作詞作曲：ボブ・ハリガン・Jr） | グレン・ティプトン 、 ロブ・ハルフォード 、 リッチー・フォークナー （「ザ・ロジャー」のみ作詞作曲：ボブ・ハリガン・Jr） | 3:52 |
| 合計時間: | 合計時間:                                             | 63:48 | |      |

## メンバー
- ロブ・ハルフォード：ボーカル
- グレン・ティプトン：ギター
- リッチー・フォークナー:ギター
- イアン・ヒル：ベース・ギター
- スコット・トラヴィス：ドラムス